# Jannet Alegría
Jannet Alegría Peña (San Juan del Río, 30 de agosto de 1987) es una deportista mexicana que compitió en taekwondo. Ganó una medalla de bronce en los Juegos Panamericanos de 2011 y una medalla de oro en el Campeonato Panamericano de Taekwondo de 2010.

## Palmarés internacional
| Juegos Panamericanos    | Juegos Panamericanos | Juegos Panamericanos | Juegos Panamericanos |
| Año                     | Lugar                | Medalla              | Categoría            |
| ----------------------- | -------------------- | -------------------- | -------------------- |
| 2011                    | Guadalajara (México) | Medalla de bronce    | –49 kg               |
| Campeonato Panamericano |                      |                      |                      |
| Año                     | Lugar                | Medalla              | Categoría            |
| 2010                    | Monterrey (México)   | Medalla de oro       | –49 kg               |